# Lei de Brandolini
A lei de Brandolini, também conhecida como o princípio de assimetria da estupidez, é um aforismo segundo o qual "a quantidade de energia necessária para refutar a idiotice é uma ordem de grandeza maior do que a necessária para produzi-la". Esse pensamento estabelece que é mais fácil criar ou espalhar desinformação do que desmascará-la, devido à quantidade de esforço e tempo necessários para desmentir informações falsas em comparação com a rapidez e facilidade com que elas podem ser criadas e disseminadas.
O princípio critica a técnica de propaganda que consiste em disseminar notícias falsas em massa, a fim de explorar a credulidade de um determinado público apelando para seu sistema de raciocínio rápido, instintivo e emocional. Em síntese, a desinformação pode ser amplamente divulgada e aceita rapidamente, enquanto o processo de desmascará-la exige um esforço considerável para provar a sua falsidade.

## Origem
O princípio foi formulado publicamente pela primeira vez em 11 de janeiro de 2013 pelo desenvolvedor de software italiano Alberto Brandolini sob o título em inglês bullshit assimetry principle, e mais tarde ganhou popularidade, depois que uma foto foi publicada no Twitter mostrando um diapositivo de uma apresentação feita por Brandolini durante uma conferência de tecnologia, em 30 de maio de 2014. Brandolini disse que se inspirou ao ler o livro Rápido e Devagar, de Daniel Kahneman, pouco antes de assistir a um talk show político italiano com o jornalista Marco Travaglio e o ex-primeiro-ministro Silvio Berlusconi, que se atacavam mutuamente.

## Interesse
Resulta-se deste ditado que a desinformação tem uma vantagem importante sobre a verdade, porque estabelecer a verdade é particularmente caro em tempo e energia. Este princípio é uma das razões pelas quais o ônus da prova não deve ser invertido. Na ciência e no direito, em particular, o ônus da prova recai sempre sobre quem afirma, caso contrário, qualquer um pode afirmar qualquer coisa sem a menor prova.

## Aplicações
O fenômeno é amplificado pelo desenvolvimento das redes sociais. A abordagem inicial é o sensacionalismo; o discurso e o boato, muitas vezes alarmistas e conspiratórios, têm o vento em suas velas, graças às mídias sociais que divulgam informações com ainda mais velocidade quando parecem chocantes, ou em contracorrente das convenções sociais. A lei de Brandolini afeta particularmente a comunidade científica, que não tem meios para combater todas as "mentiras e imprecisões" disseminadas na web, mas que deveria, segundo o biólogo britânico Philip Williamson, explorar o poder da internet para criar sistemas de classificação moderados para sites que alegam fornecer informações científicas.
A técnica retórica denunciada pela lei de Brandolini assemelha-se ao galope de Gish (expressão cunhada pela antropóloga Eugenie Scott a partir do nome do criacionista Duane Gish), uma estratégia de debate que consiste em atacar o adversário com uma quantidade excessiva de argumentos, desconsiderando sua qualidade ou precisão.